# Oriental Land Company
Oriental Land Company (OLC ou OLC Group) est une société japonaise fondée en 1960 qui possède, entre autres, le domaine de loisirs de Tokyo Disney Resort. C'est une société d'économie mixte (en partie publique et privée) de développement économique. Elle est le résultat de l'association de la société de chemin de fer Keisei Electric, du fonds immobilier Mitsui Fudosan et de la préfecture de Chiba.
Depuis 1999, OLC a créé des filiales d'abord liées à Ikspiari pour faciliter l'ouverture d'enseignes internationales n'ayant pas de filiales au Japon et assurer les services autour du complexe. En raison du succès de ce début de diversification OLC a créé d'autres filiales. Actuellement la société est un groupe de loisirs à l'image de la Walt Disney Company avec qui elle est liée.
Les activités du groupe sont entre autres les parcs à thèmes, l'hôtellerie, la restauration, les boutiques Disney, les services liés au tourisme (entretien, cuisine...) et Internet.
À titre indicatif le taux d'occupation des hôtels Disney dépasse 90 % depuis l'ouverture du premier.

## Organisation

### Les possessions portant le nom Disney
La société possède (liste non exhaustive)
- Tokyo Disney Resort
  - Tokyo Disneyland
  - Tokyo DisneySea
  - Ikspiari (une zone commerciale)
  - quatre hôtels
    - Disney's Ambassador Hotel
    - Disney's Hotel Miracosta
    - Tokyo Disneyland Hotel
    - Tokyo Disney Celebration Hotel

  - Tokyo Disney Resort Line (un monorail)
- les Disney Store au Japon (50 dont une à Ikspiari)

### En dehors de Disney
- les Rainforest Cafe au Japon (deux dont un à Ikspiari)
- Camp Nepos (à Ikspiari), un centre de loisirs pour les jeunes
- deux hôtels, Palm and Terrase Hotel Resort situés à proximité de Tokyo Disney Resort 35° 38′ 18″ N, 139° 55′ 48″ E, reconvertis en Tokyo Disney Celebration Hotel en 2016
- quatre hôtels de luxe de la chaîne Brighton Hotels dont deux situés à Kyoto (centre et Yamashina), un dans le quartier Kitahama à Osaka et le dernier à Urayasu à proximité des Palm and Terrase et du Tokyo Disney Resort.

De nombreux magasins de Ikspiari sont aussi des filiales de OLC.
Des services liés au domaine sont aussi des filiales de OLC ; ainsi des sociétés de taxis, de bus, de publicité, de génie civil ou d'horticulture ont été créées.
OLC a créé Camp Nepos à partir du concept de Club Disney. En raison du succès rencontré au Japon le concept fut développé et des personnages furent créés. Une émission télévisée a également vu le jour.

## Historique

### 1960 à 1983: "batailles" pour un parc Disney
Le 11 juillet 1960, Oriental Land est fondée avec le but de réclamer un terrain sur la côte d'Urayasu, développer des zones commerciales et résidentielles et construire une grande zone de loisirs, et « par la même de contribuer à la vie culturelle de la nation et le bien-être des citoyens ». La société débute avec un capital de 250 millions de yens (1,82 million d'euros).
En juillet 1962, Oriental Land et la préfecture de Chiba concluent un accord et signent le Urayasu District Land Reclamation Agreement, autorisant Oriental Land à réclamer le terrain sur la côte d'Urayasu et à l'acheter pour le développer. 
En septembre 1964, les travaux de réclamation commencent sur la côte d'Urayasu (début de la création du polder). 
En  mars 1970, la préfecture de Chiba commence le découpage en lots du terrain pour les vendre à Oriental Land, afin de permettre la construction soit de zone de loisirs soit de maisons. 
En décembre 1972, Oriental Land se lance dans les ventes de maisons. 
En novembre 1975, les travaux de réclamation prennent fin.
En avril 1979, Oriental Land et Walt Disney Productions concluent un accord concernant la licence, la création, la construction et la gestion du parc Tokyo Disneyland. 
En décembre 1980, la construction de Tokyo Disneyland commence dans le district de Maihama, un district de la ville d'Urayasu. Maihama est une anagramme phonétique de Anaheim, la ville où a été construit Disneyland.
Le 15 avril 1983, Tokyo Disneyland ouvre ses portes au public.

### 1984 à 2001: Le parc Tokyo Disneyland
En octobre 1992, Critter Country ouvre et devient le sixième pays du parc.
En avril 1996, Mickey's Toontown ouvre et devient le septième pays du parc. De plus, Oriental Land et la Walt Disney Company signent un accord concernant la licence, la création, la construction et la gestion d'un nouveau parc à thème, Tokyo DisneySea, ainsi que l'hôtel Disney's Hotel Miracosta. 
En juin 1996, la filiale (à 100 %) Maihama Resort Hotels Co. est créée pour la gestion et la direction des hôtels présents et futurs du site (et plus tard en dehors). 
En décembre 1996, Oriental Land est cotée au premier marché de la bourse de Tokyo. 
En avril 1997, la filiale (à 100 %) Maihama Resort Line Co. est créée pour la gestion et la direction du monorail. 
Le 26 novembre 1997, Oriental Land Company et Disney officialisent le projet Tokyo DisneySea.
En août 1998, la construction du projet de développement de la zone de la gare de Maihama (Ikspiari et le Disney's Ambassador Hotel) commence à Maihama. 
En septembre 1998, Oriental Land et la Walt Disney Company concluent un accord pour la licence, la création, la construction et la gestion du Disney's Ambassador Hotel. 
En octobre 1998, Oriental Land et la Walt Disney Company concluent un accord pour la licence, la création, la construction et la gestion de la Disney Resort Line. Maihama Resort Line en commence la construction. De plus celles de Tokyo DisneySea et de l'hôtel Disney's Hotel Miracosta débutent aussi. 
En février 1999, Maihama Business Services Co. est fondée ; c'est une filiale à 100 % de OLC. 
En mars 1999, c'est au tour d'IKSPIARI Co. pour la direction et la gestion du complexe commercial.
En octobre 1999, RC Japan Co, une filiale à d'OLC, est créée pour la gestion de restaurants à thème, principalement des Rainforest Cafe. Deux sont en opération.
En juillet 2000, Ikspiari et le Disney's Ambassador Hotel ouvrent à côté de la gare de Maihama. 
En octobre 2000, la Resort Cleaning Services Co. est créée pour les services d'entretiens comme filiale à 100 %. 
En juin 2001, sont fondées la Maihama Building Maintenance Co. pour l'entretien des bâtiments et la OLC Kitchen Techno Co. pour la vente et la maintenance d'appareils de restauration.
En juillet 2001, la ligne de monorail Disney Resort Line entame son service desservant les deux parcs, les hôtels et la gare de Maihama. 
Le 4 septembre 2001, le parc de Tokyo DisneySea et l'hôtel Disney's Hotel Miracosta ouvrent.
Le 10 septembre 2001, OLC signe un accord avec Disney Consumer Products en vue du rachat des Disney Store japonaise pour 51 millions USD.

### 2002 à nos jours: Le "resort" Disney
Le 1er avril 2002, OLC achète toutes les actions de la société Retail Networks Co., une filiale de Walt Disney International au travers de Walt Disney Japan, et prend la gestion des Disney Store au Japon pour 51 millions de dollars. En décembre 2002 E Production est fondée comme filiale à 100 % pour la direction des cast members.
En février 2003, OLC annonce la construction de deux hôtels en dehors du complexe de Tokyo Disney Resort : les Palm and Fountain Terrase Hotel Resort. En mai 2003 OLC/Rights Entertainment Inc. est fondée comme filiale à 100 % pour la gestion des copyrights sur les personnages et œuvres développées par la société. Le 22 juillet 2003 OLC a acquis 25 % de D Wonderland une société éditrice de contenu internet. En mars 2004 RC Japan Co annonce l'ouverture d'un nouveau restaurant Buena Costa 129, de cuisine latine. En février 2005 OLC annonce l'ouverture d'un nouvel hôtel à Tokyo Disney Resort de style victorien à l'entrée de Tokyo Disneyland. Un parking de 1800 places remplacera la partie supprimée du parking actuel.
Le 7 octobre 2008, OLC annonce la suspension de son projet de parc à thème urbain. Le 11 décembre 2009, OLC annonce l'ouverture de négociation avec Walt Disney Japan pour le rachat des Disney Store japonaises.
Le 4 février 2010, le directoire d'OLC valide le transfert de l'activité vers Disney, avec un rachat des actions le 31 mars. Le 14 juin 2010, OLC annonce l'ouverture de Mickey's PhilharMagic à Tokyo Disneyland pour le 24 janvier 2011. Le 26 mars 2011, le complexe reste fermé jusqu'à nouvel ordre tandis que les employés des bureaux de Disney et des Disney Store ont repris leurs activités depuis le 22 mars.
Le 29 mars 2013, OLC achète le groupe hôtelier japonais Brighton Corporation comprenant 4 hôtels de luxe.
Le 24 décembre 2013, Oriental Land Company annonce un accord Dai-ichi Mutual Life Insurance sur l'achat d'un terrain de 23 000 m2 situé au sein du Tokyo Disney Resort occupé par le Tokyo Bay NK Hall, acheté pour 9,3 millions de yens et avec une acquisition effective en avril 2016.
Le 28 avril 2014, OLC annonce un plan d'investissements de 500 milliards de yens (3,5 milliards d'€) sur 10 ans dans ses parcs Disney et d'autres activités associées. Le 3 juillet 2014, OLC annonce la création d'un compagnon félin nommé Gelatoni au personnage de Duffy the Disney Bear. Le 31 octobre 2014, Oriental Land Company annonce un projet de 4,5 milliards de dollars pour doubler la taille du Fantasyland de Tokyo Disneyland et ajouter un nouveau land à Tokyo DisneySea.
Le 28 avril 2015, Oriental Land Company annonce pour après 2017 le doublement de Fantasyland à Tokyo Disneyland et un land sur La Reine des neiges (2013) à Tokyo DisneySea pour 2018,,.
Le 31 janvier 2017, Oriental Land Company annonce des événements exceptionnels comme des parades spéciales et des remises dans l'espoir d'inverser une baisse de son chiffre d'affaires pour son exercice clôturant en mars. Le 29 novembre 2017, OLC annonce un plan d'investissements de 2,68 milliards de dollars pour le Tokyo Disney Resort jusqu'en 2023 en vue d'augmenter de 30% l'offre d'attractions avec un nouveau parc à l'ouest du complexe et de décongestionner le site avec une structure de parkings de 4 000 places,,,.
Le 5 février 2018, Oriental Land Company évoque le thème du ciel ("sky") pour le projet de troisième parc de Tokyo Disney Resort après Disneyland ("terre") et DisneySea ("mer"). Le 21 février 2018, Oriental Land Company lance une application mobile offrant les informations de temps d'attente, l'achat de billets, la réservation d'hôtels et l'achat de produits alors que ses concurrents japonais le font depuis plusieurs années. Le 14 juin 2018, Oriental Land Company et Tokyo Disney Resort annoncent un projet d'agrandissement de 2,3 milliards de dollars du parc Tokyo DisneySea pour 2022 comprenant un hôtel de 475 chambres, une zone La Reine des neiges, une autre sur Raiponce et une troisième sur Peter Pan,,,. Le 28 novembre 2018, Oriental Land Company annonce la construction d'un nouvel hôtel de 11 étages et 600 chambres pour 2021-2022 sur le thème de Toy Story à Tokyo Disney Resort,.

## Données économiques

### Les actionnaires
Les actionnaires majoritaires de OLC sont à la date du 31 mars 2005 :
- Keisei Electric Railway Co.
- Mitsui Fudosan Co.
- Chiba Prefecture
- The Master Trust Bank of Japan (Compte fiduciaire)
- Mizuho Trust and Banking Co., Ltd. (caisse de retraite de la Keisei Electric Railway Co)
- Japan Trustee Service Bank, Ltd. (Comptes fiduciaire)
- State Street Bank and Trust Company
- Keisei Kaihatsu Co.
- The Dai-ichi Mutual Life Insurance Company
- Trust & Custody Services Bank, Ltd. (Caisse de retraite de MIZUHO CORPORATE BANK confié à la Mizuho Trust and Banking Co.)

### Résultats financiers
| Année     | Chiffre d'affaires | Résultat net |
| --------- | ------------------ | ------------ |
| 2001-2002 | 200 191 ¥          | 4 740 ¥      |
| 2002-2003 | 281 081 ¥          | 12 726 ¥     |
| 2003-2004 | 331 753 ¥          | 18 931 ¥     |
| 2004-2005 | 336 516 ¥          | 18 530 ¥     |
| 2005-2006 | 331 094 ¥          | 17 224 ¥     |
| 2006-2007 | 332 885 ¥          | 15 703 ¥     |
| 2007-2008 | 344 082 ¥          | 16 309 ¥     |
| 2008-2009 | 389 242 ¥          | 40 109 ¥     |
| 2009-2010 | 371 414 ¥          | 25 427 ¥     |
| 2010-2011 | 356 180 ¥          | 22 907 ¥     |
| 2011-2012 | 360 060 ¥          | 32 113 ¥     |
| 2012-2013 | 395 527 ¥          | 51 484 ¥     |
| 2013-2014 | 473 573 ¥          | 70 572 ¥     |
| 2014-2015 | 466 300 ¥          | 72 100 ¥     |
| 2015-2016 | 465 400 ¥          | 73 900 ¥     |
| 2016-2017 | 477 700 ¥          | 82 300 ¥     |

### Fréquentations
| Année | Semestres (premier/second) | Semestres (premier/second) | Total annuel |
| ----- | -------------------------- | -------------------------- | ------------ |
| 1984  | 5 727                      | 4 206                      | 9 933        |
| 1985  | 5 901                      | 4 115                      | 10 013       |
| 1986  | 6 447                      | 4 228                      | 10 675       |
| 1987  | 6 354                      | 4 311                      | 10 665       |
| 1988  | 6 720                      | 5 255                      | 11 975       |
| 1989  | 7 367                      | 6 015                      | 13 382       |
| 1990  | 7 839                      | 6 913                      | 14 752       |
| 1991  | 8 579                      | 7 297                      | 15 876       |
| 1992  | 8 658                      | 7 481                      | 16 139       |
| 1993  | 8 244                      | 7 571                      | 15 815       |
| 1994  | 8 656                      | 7 373                      | 16 030       |
| 1995  | 7 696                      | 7 813                      | 15 509       |
| 1996  | 8 865                      | 8 121                      | 16 986       |
| 1997  | 8 820                      | 8 547                      | 17 368       |
| 1998  | 8 425                      | 8 261                      | 16 686       |
| 1999  | 8 532                      | 8 927                      | 17 459       |
| 2000  | 8 236                      | 8 271                      | 16 507       |
| 2001  | 7 979                      | 9 321                      | 17 300       |
| 2002  | 9 299                      | 12 748                     | 22 047       |
| 2003  | 11 955                     | 12 865                     | 24 820       |
| 2004  | 12 307                     | 13 166                     | 25 473       |
| 2005  | 12 029                     | 12 992                     | 25 021       |
| 2006  | 11 662                     | 13 104                     | 24 766       |
| 2007  | 12 044                     | 13 772                     | 25 916       |
| 2008  | 12 170                     | 13 254                     | 25 424       |
| 2009  | 13 048                     | 14 173                     | 27 221       |
| 2010  | 12 301                     | 13 517                     | 25 818       |
| 2011  | 12 954                     | 12 412                     | 25 366       |
| 2012  | 10 739                     | 14 608                     | 25 347       |
| 2013  | 13 250                     | 14 253                     | 27 503       |
| 2014  | 15 359                     | 15 938                     | 31 298       |
| 2015  |                            |                            | 30 191       |
| 2016  |                            |                            | 30 004       |
| 2016  |                            |                            | 29 500       |

## Sources
- Chronologie de OLC Group
- Filiale de OLC Group